# Lijst van keurmerken voor duurzame textiel
Dit artikel toont een lijst van keurmerken voor duurzame textiel. Dit etiket is soms te vinden naast het wasetiket in kleding.
| Etiket                                 | Afbeelding | Kenmerk |
| -------------------------------------- | ---------- | --- |
| Ecocert                                |            | beoordeelt of textiel een natuurlijke en organische oorsprong heeft |
| Europees ecolabel                      |            | bekijkt de levenscyclus van een product van grondstoffen, energiegebruik tot schadelijke stoffen en afval op duurzaamheid |
| GOTS - Global Organic Textile Standard |            | definieert wereldwijde eisen aan de organische status van textiel vanaf oogst tot en met de verkoop |
| Made-by Blue Button                    |            | laat zien dat het merk samenwerkt met made-by om hun collectie elk jaar duurzamer te produceren |
| Max Havelaar                           |            | controleert of de boeren die de katoen produceren een goede en eerlijke prijs krijgen |
| Oeko-Tex 100                           |            | verbiedt of beperkt sterk de aanwezigheid van een heel aantal giftige stoffen |
| Oeko-Tex 1000                          |            | duidt aan dat een kledingstuk geproduceerd is in fabrieken die het milieu minimaal belasten en waar geen kinderarbeid, geen discriminatie en geen dwangarbeid plaatsvindt |
| Soil Association                       |            | beoordeelt het organische karakter van de hele keten vanaf de teelt tot aan het eindproduct. Invloed op het milieu en arbeidsomstandigheden worden meegenomen in de beoordeling |
| World Fair Trade Organization          |            | garandeert dat er standaardprocedures worden ingevoerd met betrekking tot arbeidsomstandigheden, lonen, kinderarbeid en het milieu |
| SA 8000                                |            | SA 8000 is de internationale mensenrechtennorm. Het controleert de inspanningen van bedrijven op 8 verschillende gebieden: kinderarbeid, gedwongen werk, gezondheid, veiligheid, vrije vereniging en collectieve onderhandelingen, discriminatie, maximaal gewerkte uren en compensatie overuren. |